# ألبرت بايك لوكاس
ألبرت بايك لوكاس (بالإنجليزية: Albert Pike Lucas) هو رسام أمريكي، ولد في 1862 في جيرسي سيتي في الولايات المتحدة، وتوفي في 1945.